# Gustav Adolf Říčan mladší
Gustav Adolf Říčan mladší (21. dubna 1912 Hovězí, nyní Huslenky – 21. října 1973 Suchdol nad Odrou) byl českobratrským kazatelem a církevním a regionálním historikem.

## Život
Narodil se v obci Hovězí (od r. 1949 Huslenky). Jako vikář působil v Jasenné (1936–1937), na Mělníce (1937–1938), v Zádveřicích (1938), v Kutné Hoře s určením pro Zruč nad Sázavou (1938–1939) a ve Veselí (1939–1949). Od roku 1949 do smrti působil jako farář ve sboru v Suchdole nad Odrou. Publikoval řadu prací na téma Moravských bratří.